# Momordica calantha
Momordica calantha là một loài thực vật có hoa trong họ Cucurbitaceae. Loài này được Gilg mô tả khoa học đầu tiên năm 1904.